# Victor Herbert
Victor August Herbert (Dublin, 1 de fevereiro de 1859 – Nova Iorque, 26 de maio de 1924) foi um compositor estadunidense, violoncelista e maestro de origem irlandesa, criado na Alemanha. Ele inicialmente estudou piano, flauta e flautim, até finalmente chegar no violoncelo, iniciando os estudos sobre esse instrumento com Bernhard Cossmann.

## Obras
Herbert era um compositor prolífico, produzindo duas óperas, uma cantata, 43 operetas, músicas incidentais para 10 produções em estúdios, 31 composições para orquestra, nove composições de banda, nove composições de violão, cinco composições de violão com piano ou orquestra, 22 composições de piano, uma flauta e dueto de clarinete com orquestra, inúmeras músicas incluídas em Ziegfeld Follies, e outras obras, 12 composições de coro e numerosas orquestrações de obras de outros compositores, entre outras composições.
Como compositor, Herbert é lembrado principalmente por suas operetas. Das suas obras instrumentais, apenas alguns permaneceram consistentemente dentro do repertório de concertos após sua morte. No entanto, algumas de suas obras esquecidas tiveram um ressurgimento de popularidade nas últimas duas décadas.

## Morte e legado
Um homem saudável ao longo de sua vida, Herbert morreu repentinamente de um ataque cardíaco aos 65 anos em 26 de maio de 1924, pouco depois de sua última apresentação, The Dream Girl, começou sua corrida pré-Broadway em New Haven, Connecticut. Ele vivia com sua esposa e seus dois filhos; Ella Victoria Herbert, Bartlett e Clifford Victor Herbert. Ele foi sepultado no cemitério Woodlawn em The Bronx, Nova Iorque.
Herbert e sua música são celebradas no filme The Great Victor Herbert (1939), onde foi interpretado por Walter Connolly. Ele também foi retratado por Paul Maxey no filme Till the Clouds Roll By (1946). Muitas das obras de Herbert foram feitas para filmes, e sua música tem sido usada em inúmeros filmes e programas de televisão. Uma escola primária de Chicago foi nomeada em sua homenagem.